# Styloteleia gibbosa
Styloteleia gibbosa är en stekelart som beskrevs av Jean Risbec 1957. Styloteleia gibbosa ingår i släktet Styloteleia och familjen Scelionidae. Inga underarter finns listade i Catalogue of Life.